# Триджано
Триджа̀но (на италиански: Triggiano, на местен диалект Treggiène, Треджене) е град и община в Южна Италия, провинция Бари, регион Пулия. Разположен е на 60 m надморска височина. Населението на общината е 26 982 души (към 2013 г.).